# ديمي فيرمولين
ديمي فيرمولين (بالهولندية: Demi Vermeulen)‏ هي فارسة ‏ هولندية، ولدت في 9 أبريل 1995.